# Aniba santalodora
Aniba santalodora är en lagerväxtart som beskrevs av Adolpho Ducke. Aniba santalodora ingår i släktet Aniba och familjen lagerväxter. Inga underarter finns listade i Catalogue of Life.